# توله‌بیک
توله‌بیک (به هلندی: Tollebeek) یک منطقهٔ مسکونی در هلند است که در نورداوست‌پلدر واقع شده‌است. توله‌بیک ۲٬۱۴۹ نفر جمعیت دارد.